# Папулино (Владимирская область)
Папу́лино — село в Меленковском районе Владимирской области России, входит в состав Денятинского сельского поселения.

## География
Село расположено в северной части Меленковского района, в 24,7 км к северу от города Меленки (27 км по автодорогам).

## История
В писцовых книгах 1629-30 годов Папулино значится за князем Иваном Боховским как «старое отца его поместье». В нем были дворы помещиков и приказчиков и 6 дворов крестьянских. В окладных книгах 1676 года Папулино значится деревней в приходе погоста Васильевского Муромского уезда. В то время здесь были: двор боярский и 20 дворов крестьянских. Деревянная церковь в Папулине построена в первый раз в 1769 году. В 1881 году церковь сгорела. В 1883-84 годах вместо сгоревшей церкви построен был новый деревянный храм с колокольней. Престолов в храме два: главный во имя Святого Николая Чудотворца, в приделе в честь Покрова Пресвятой Богородицы. В конце XIX века приход состоял из села Папулина, сельца Чабышева и сельца Нова, в которых по клировым ведомостям числилось 454 мужчины и 468 женщин. В селе Папулине с 1880 года существовала земская народная школа, учащихся в 1896 году было 58, и школа грамоты, где училось 15 человек. В годы Советской Власти церковь была полностью утрачена.
До революции село являлось центром Папулинской волости Меленковского уезда.
С 1929 года село являлось центром Папулинского сельсовета Меленковского района.

## Население
| 1859 | 1905 | 1926 | 2002 | 2010 | 2021 |
| ---- | ---- | ---- | ---- | ---- | ---- |
| 317  | ↘218 | ↗362 | ↗697 | ↘651 | ↘567 |

## Инфраструктура
Дом-интернат для престарелых и инвалидов, детский сад №28, культурно-досуговый центр, отделение Почта России, сберкасса, СПК «Орловский», Добровольная пожарная дружина. Средняя общеобразовательная школа находится в 14 километрах в деревне Левино.